# VLT Cultural e Turístico de Fortaleza
O VLT Cultural e Turístico de Fortaleza também conhecido como Bonde Elétrico de Fortaleza seria uma linha de veiculo leve sobre trilhos (VLT) elétrico, sem catenária, que percorreria parte do centro histórico e do bairro Praia de Iracema na cidade de Fortaleza, Ceará. O projeto encontra-se suspenso pelo Governo do estado do Ceará devido ao agravamento da segunda onda da pandemia de COVID-19 em março de 2021.
O percurso de 2,1 km previa início no Centro Dragão do Mar de Arte e Cultura passando por três outras paradas: Mercado Central, Estação das Artes e Theatro José de Alencar. Em cada viagem, poderiam ser transportadas, em média, 230 pessoas.
A iniciativa tinha a proposta de contribuir para a revitalização do centro histórico e do fortalecimento da economia criativa da cidade, além de incentivar o turismo em outras regiões além da orla. Se pretendia integrar em seu traçado importantes equipamentos históricos, artísticos e culturais de Fortaleza como a Biblioteca Estadual do Ceará (BECE), Teatro São José, casario histórico da Avenida Pessoa Anta, Forte de Nossa Senhora da Assunção, Catedral Metropolitana (Sé), Passeio Público, Emcetur, além das atrações que dariam nome as quatro paradas.
A previsão era de ser operada pela Companhia Cearense de Transportes Metropolitanos (Metrofor), por ser uma empresa de economia mista, com controle majoritário do Governo do Estado do Ceará que tem experiência com a operação de sistemas sobre trilhos.

## Histórico
Ao final do ano de 2020 o Governo do Ceará anunciou licitação, em regime diferenciado de contratações públicas, para implantação do sistema de transporte urbano sobre trilhos intitulado de "bonde elétrico turístico" de Fortaleza. Na época, conforme orçamento previsto pela Secretaria da Infraestrutura do Estado (Seinfra), o valor total da obra era previsto em R$ 214.863.421,67. Somente o projeto executivo de engenharia era orçado em R$ 3.340.320,52.
O projeto original contava com 10 estações em um trecho localizado entre o calçadão da Beira Mar, nas imediações do final da Avenida Barão de Studart e a Estação das Artes, com aproximadamente 6 quilômetros de extensão, paradas, pátio de manutenção e centro de controle. As paradas previstas originalmente seriam: Barão de Studart, Aterro da Praia de Iracema, Praia de Iracema, Acquario Ceará, Dragão do Mar, Estação das Artes, Mercado Central, Castro e Silva e Passeio Público.
Em Janeiro de 2021 o projeto foi modificado. Apresentado apenas uma semana antes, o equipamento, que tinha uma rota inicial prevista de 4,7 quilômetros, ligando o Calçadão da Beira Mar ao Centro da Capital, foi reduzido para 2,1 km entre Centro Dragão do Mar de Arte e Cultura e as proximidades do Theatro José de Alencar. Orçamento do projeto caiu 45,7%, de R$ 214 milhões para R$ 116 milhões. A rota anteriormente prevista está em análise para um segundo momento, mediante a realização de Parceria Público-Privada (PPP).
No dia 11 de Fevereiro de 2021 foi divulgado no Diário Oficial do Estado do Ceará o consórcio vencedor da licitação para a implantação do Bonde Elétrico Cultural e Turístico de Fortaleza. O consórcio MPE/Temoinsa/MOB/Comol será responsável pela obra do equipamento, orçada em R$ 115,9 milhões, que contempla desde a elaboração e desenvolvimento dos projetos executivos de arquitetura, engenharia e fornecimento de sistemas fixos e móveis até a operação assistida e entrega comercial. O bonde deverá ficar pronto em até 15 meses após a liberação da ordem de serviço.
Em 13 de Março de 2021 o Governador do estado do Ceará, Camilo Santana, anunciou a suspensão do projeto do bonde turístico e cultural de Fortaleza devido ao agravamento da crise sanitária com a 2ª onda da Covid-19.

## Características

### Veículos
A alimentação do VLT será feita por baterias e/ou supercapacitores, dispensando a instalação de catenárias. A alimentação do equipamento também será feita através de frenagem, dispositivo que transforma a energia liberada durante a frenagem em energia elétrica.
O VLT também contará com a presença de janelas panorâmicas que permitam a observação da vista durante o trajeto. O equipamento terá entre dois e três carros, o que permitiria transportar cerca de 230 passageiros. O veiculo deverá contar também com um dispositivo que detecta obstáculos e trafegar em baixa velocidade, de cerca de 20 km/h, por compartilhar a via com outros veículos e pedestres. A característica dos trilhos do bonde também é outro fator que permite o compartilhamento do espaço, tendo em vista que ele será rente ao chão.

### Paradas
| Parada            | Integrações                                | Pontos de Interesse                                                                                           | Bairro           |
| ----------------- | ------------------------------------------ | --- | ---------------- |
| Dragão do Mar     | Bicicletar - Estação 20. Dragão do Mar     | Centro Dragão do Mar de Arte e Cultura; Biblioteca Estadual do Ceará (BECE); Teatro São José.                 | Praia de Iracema |
| Mercado Central   | Bicicletar - Estação 115. Mercado Central  | Catedral Metropolitana; Mercado Central; Paço Municipal; Forte de Nossa Senhora da Assunção; Passeio Público. | Centro           |
| Estação das Artes | Bicicletar - Estação 114. Praça da Estação | Estação das Artes; Centro de Turismo do Ceará; Santa Casa de Fortaleza.                                       | Centro           |
| José de Alencar   | Linha Sul (Estação José de Alencar)        | Theatro José de Alencar, Praça José de Alencar.                                                               | Centro           |